# Kerviniou
Les batteries de Kerviniou sont de constructions récentes (fin XIXe - début XXe siècle). Elles sont composées d'une batterie haute (1891) et d'un magasin sous roc (1891).
Elles se situent sur la presqu'île de Roscanvel et font face au Fort du Mengant ; elles sont des éléments tardifs de la défense du goulet de Brest.
Il existait une batterie basse (1695) qui n'est pas localisé.
Elles sont démilitarisées depuis 1915 et sont libres d'accès.